# 戈申 (喬治亞州)
戈申（英語：Goshen）是位於美國喬治亞州林肯縣的一個非建制地區。該地的面積和人口皆未知。

## 地理
戈申的座標為33°51′49″N 82°30′28″W / 33.86361°N 82.50778°W，而該地的平均海拔高度為133米（即436英尺）。